# Hippopotamus lemerlei
Hippopotamus lemerlei — вимерлий вид малагасійських бегемотів.

## Опис

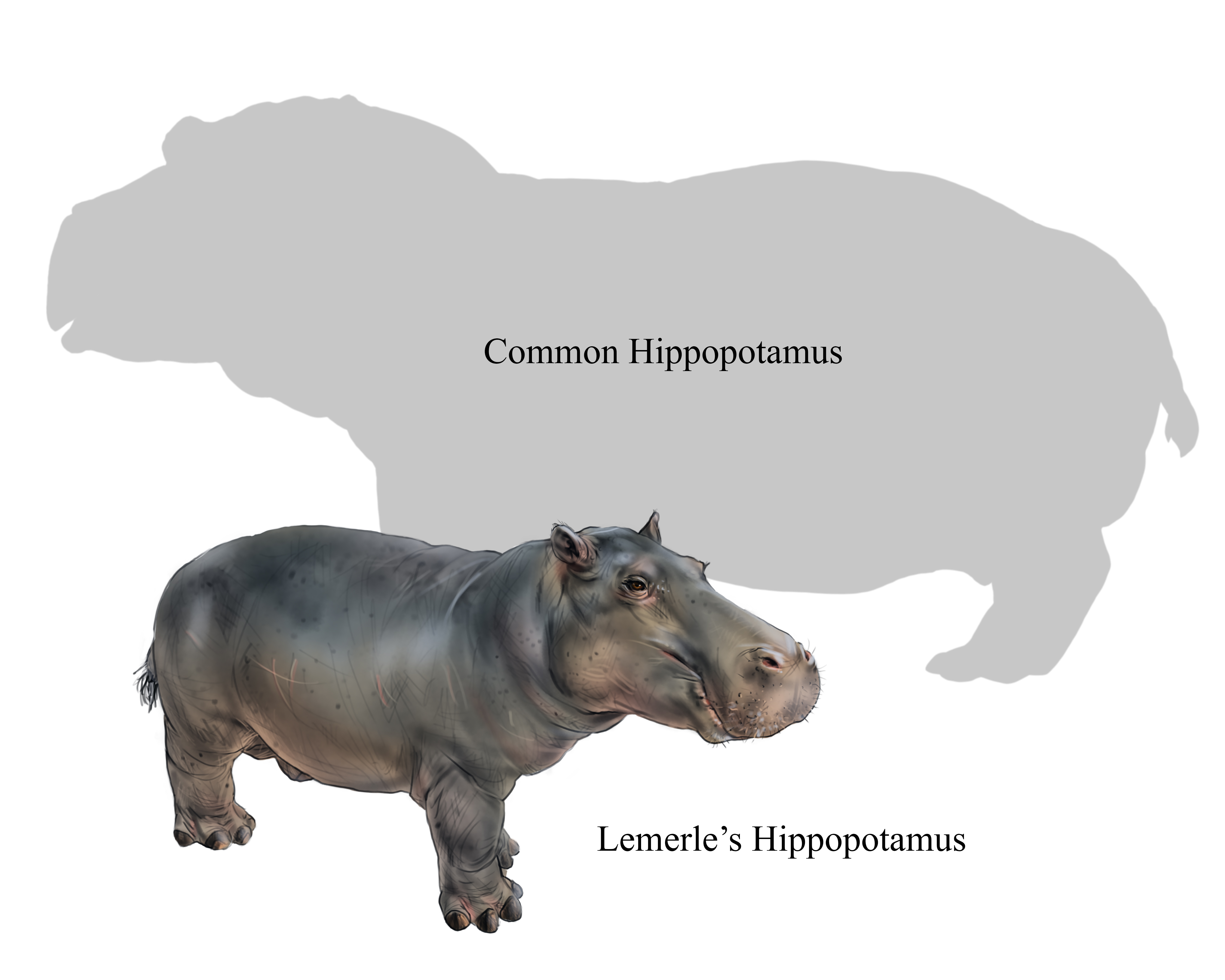
порівняння розмірів H. lemerlei і сучасного H. amphibius

Кістки Hippopotamus lemerlei були в основному виявлені в річках і озерах (прибережні середовища) західного Мадагаскару, що свідчить про середовище існування, дуже схоже на середовище існування сучасних бегемотів у сучасній Африці. H. lemerlei також мав високо розташовані очі, завдяки яким легше бачити під водою. Найбільші екземпляри мали довжину 2.0 метри і висоту 0.76 метра. Кістки H. lemerlei були датовані приблизно 1000 роками тому (980±200 радіовуглецевих років до теперішнього часу).

## Палеоекологія

### Дієта
Гіппопотам Лемерлей і сучасні черепахи Aldabrachelys були панівними пасовищними на Мадагаскарі. Малагасійські бегемоти в цілому, однак, були менш спеціалізованими на травах, ніж материкові африканські бегемоти.

## Вимирання
Хоча не було жодних останків, датованих останньою тисячею років, бегемот був напрочуд поширений в малагасійських усних легендах. У різних регіонах Мадагаскару були записані історії про мангарсахока, ці-аомбі-аомбі, омбі-рано та лалумену, усіх тварин, схожих на бегемотів. Сила цих усних традицій змусила Міжнародний союз охорони природи (IUCN) класифікувати H. lemerlei як нещодавно вимерлий (вимерлий через деякий час після 1500 року).
Принаймні сім кісток бегемота мають однозначні ознаки бійні, що свідчить про те, що вони вижили до прибуття людей на Мадагаскар, можливо, співіснуючи з людьми близько 2000 років. Також можливо, що надмірне полювання людьми призвело до їхнього вимирання.